# Вышны-Грушов
Вышны-Грушов (словац. Vyšný Hrušov) — село и одноимённая община в районе Гуменне Прешовского края Словакии. В письменных источниках начинает упоминаться с 1543 года.

## География
Село расположено в юго-восточной части края, в южной части Низких Бескид, на правом берегу реки Удавы, при автодороге 3839. Абсолютная высота — 188 метров над уровнем моря. Площадь муниципалитета составляет 11,36 км².

## Население
| Год:                | 1994 | 2004    | 2014    | 2024    |
| ------------------- | ---- | ------- | ------- | ------- |
| Количество человек: | 446  | 467     | 489     | 459     |
| Разница:            |      | +4,70 % | +4,71 % | −6,13 % |

По данным последней официальной переписи 2011 года, численность населения Вышны-Грушова составляла 479 человек.